# Willibald Monschein
Willibald Monschein, znany także jako Willibold Monschein (ur. 1 maja 1973) – austriacki niepełnosprawny lekkoatleta (niewidomy), medalista paraolimpijski.
Na paraolimpiadzie debiutował na igrzyskach w Atlancie (1996), gdzie nie ukończył biegu eliminacyjnego na 100 m T10. Miał też wystąpić w pchnięciu kulą F10 i rzucie dyskiem F10, jednak w obu konkurencjach nie pojawił się na starcie. Cztery lata później wywalczył dwa brązowe medale, jeden w pchnięciu kulą F11 (12,62 m), a drugi w rzucie dyskiem F11 (39,36 m). Na Letnich Igrzyskach Paraolimpijskich 2004 wystąpił w dwóch tych samych konkurencjach, co cztery lata wcześniej. W pchnięciu kulą F11 osiągnął najlepszą pozycję w swych paraolimpijskich startach, zajmując drugie miejsce (z wynikiem 12,27 m, przegrał tylko z Hiszpanem Davidem Casinosem Sierrą). W rzucie dyskiem F12 zajął ostatnie 11. miejsce (26,83 m).
Monschein jest dwukrotnym srebrnym medalistą Mistrzostw Świata Niepełnosprawnych w Lekkoatletyce 1998. Medale zdobywał w pchnięciu kulą i rzucie dyskiem. W 2002 roku wywalczył srebro w pchnięciu kulą F11. 
Wielokrotny medalista mistrzostw Europy (zdobył m.in. złoto w rzucie dyskiem w 2003 roku) i mistrzostw Austrii. Był ponad 20-krotnym rekordzistą Austrii w różnych konkurencjach. Odznaczony m.in. Odznaką Honorową za Zasługi dla Republiki Austrii.